# أليسون غوردون
أليسون غوردون (بالإنجليزية: Alison Gordon)‏ (1943، نيويورك في الولايات المتحدة - 12 فبراير 2015 في كندا)؛ روائية كندية.